# Legacy (serie televisiva)
Legacy è una serie televisiva statunitense in 18 episodi trasmessi per la prima volta nel corso di una sola stagione dal 1998 al 1999. È un dramma western ambientato nel Kentucky e incentrato sulle vicende della famiglia di origini irlandesi.

## Trama
Kentucky, periodo subito dopo la guerra civile americana. I Logan sono una famiglia di origini irlandesi i cui membri lottano per mantenere i loro profondi valori familiari basati sul duro lavoro nella fattoria di famiglia e sull'integrità morale in una società sempre più guidata dal denaro e dalla sete di potere. La famiglia è guidata dal vedovo quarantaduenne Ned, il patriarca, ed è composta dai suoi figli Sean, Clay, Alice e Lexy. A questi si aggiunge Jeremy, il figlio adottivo.

## Personaggi e interpreti
- Ned Logan (18 episodi, 1998-1999), interpretato da Brett Cullen.
- Clay Logan (18 episodi, 1998-1999), interpretato da Jeremy Garrett.
- Jeremy Bradford (18 episodi, 1998-1999), interpretato da Ron Melendez.
- Lexy Logan (18 episodi, 1998-1999), interpretata da Sarah Freeman.
- Marita (18 episodi, 1998-1999), interpretata da Sharon Leal.
- Sean Logan (18 episodi, 1998-1999), interpretato da Grayson McCouch.
- Alice Logan (18 episodi, 1998-1999), interpretata da Lea Moreno.
- Vivian Winters (18 episodi, 1998-1999), interpretata da Lisa Sheridan.
- Isaac (18 episodi, 1998-1999), interpretato da Steven Williams.
- William Winters (11 episodi, 1998-1999), interpretato da Sean Bridgers.
- John Turner (10 episodi, 1998-1999), interpretato da Casey Biggs.
- colonnello Harry Griffith (9 episodi, 1997-1999), interpretato da Mark Joy.
- Molly (5 episodi, 1999), interpretata da Brigid Brannagh.
- Infermiera Jo (4 episodi, 1998-1999), interpretata da Kelly Finley.
- Crenshaw Groom (4 episodi, 1998-1999), interpretato da Bourke Floyd.
- Georgina Winters (4 episodi, 1999), interpretata da Lisa Banes.
- Charlotte Bentley Logan (4 episodi, 1999), interpretata da Gabrielle Fitzpatrick.
- Norman Mott (3 episodi, 1998), interpretato da Stan Kelly.
- Doc Williams (2 episodi, 1998-1999), interpretato da George Lee.
- Megan Boone (2 episodi, 1998), interpretata da Jo Anderson.
- Emma Bradford (2 episodi, 1998), interpretata da Melissa Leo.
- LLoyd Cobb (2 episodi, 1998), interpretato da Timothy Omundson.
- Bridget (2 episodi, 1999), interpretata da Bridget Gethins.
- Edgar (2 episodi, 1999), interpretato da Jonathan Orcutt.
- Helene (2 episodi, 1999), interpretata da Genevieve Zweig.

## Produzione
La serie, ideata da Chris Abbott, fu prodotta da Atlantis Films e girata a Charles City, Petersburg e Richmond in Virginia. Le musiche furono composte da Claude Desjardins e Loreena McKennitt. Tema musicale: The Mummers' Dance di Loreena McKennitt. Sebbene sia ambientato nei pressi di Lexington, Kentucky, Legacy fu filmata vicino a Charles City, Virginia.

### Registi
Tra i registi della serie sono accreditati:
- T.S. O'Kelly
- T.J. Scott
- Stephen Surjik
- Stuart Gillard
- Manfred Guthe
- Sandy Smolan
- David Straiton

## Distribuzione
La serie fu trasmessa negli Stati Uniti dal 1998 al 1999 sulla rete televisiva UPN. In Italia è stata trasmessa nell'estate del 2000 su RaiUno, poi in replica su RaiDue con il titolo Legacy.
Alcune delle uscite internazionali sono state:
- negli Stati Uniti il 9 ottobre 1998
- in Svizzera il 17 dicembre 1999
- in Francia (Legacy)
- in Finlandia (Loganin perhe)
- in Italia (Legacy)

## Episodi
| Stagione       | Episodi | Prima TV USA |
| -------------- | ------- | ------------ |
| Prima stagione | 18      | 1998-1999    |